# Berta (cràter)
Berta és un cràter d'impacte en el planeta Venus de 20 km de diàmetre. Porta el nom d'un antropònim finès, i el seu nom va ser aprovat per la Unió Astronòmica Internacional el 1985.